# Dragan Džajić
Dragan Džajić (serbio cirílico: Драган Џајић; 30 de mayo de 1946 en Ub, Yugoslavia) es un exfutbolista serbio. Está considerado uno de los mejores jugadores de fútbol de la historia de Serbia y la antigua Yugoslavia, y uno de los mejores centradores por la izquierda de la historia del fútbol, además de un consumado lanzador de faltas.

## Carrera

### Profesional
La carrera profesional de Džajić (1961-1978) se desarrolló principalmente en el Estrella Roja de Belgrado, club con el que marcó 287 goles en 590 partidos. Es considerado uno de los jugadores más importantes en la historia del club y es uno de los cinco jugadores que han sido galardonados con el galardón Zvezde Zvezdine concedido por el club belgradense.

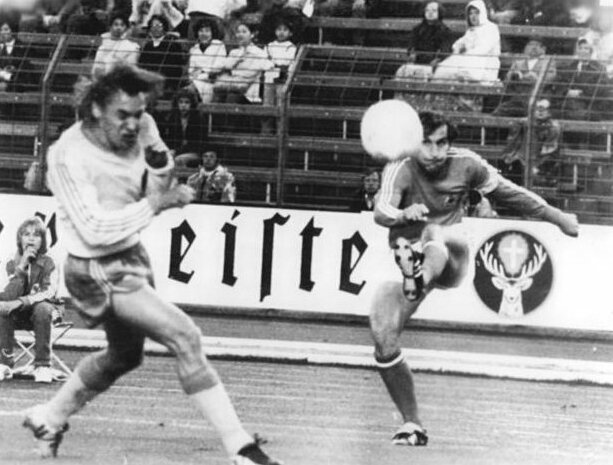
Dragan Džajić (derecha) realizando un centro ante la oposición del defensa sueco Jan Olsson, durante el Mundial de 1974.

De 1975 a 1977 jugó en el SC Bastia de Francia, con el que logró 31 goles en dos temporadas. Con 18 años fue convocado por primera vez con la Selección de fútbol de Yugoslavia, con la que hizo su debut el 17 de junio de 1964 contra Rumanía, y con la que disputaría un total de 85 encuentros, (lo que le convirtió en el jugador que más veces vistió la camiseta de Yugoslavia) marcando 23 goles.
Alcanzó renombre internacional por sus pases y regates, así como su facilidad goleadora. Su partido internacional más famoso fue probablemente la semifinal de la Eurocopa 1968 contra Inglaterra, en la cual marcó un gol de vaselina al guardameta Gordon Banks que permitió a Yugoslavia disputar la final del campeonato. La prensa británica lo apodó «el mago Dragan», y Pelé llegó a decir: «Džajić es el milagro de los Balcanes, un verdadero mago. Lamento que no sea brasileño porque nunca he visto un futbolista parecido». Llegó a marcar un gol en la final contra Italia, en un encuentro que finalizó 1-1, pero en el encuentro de desempate jugado dos días después, Italia ganó en el Stadio Olimpico de Roma por 2-0.
Con la selección yugoslava, disputó las Eurocopas de 1968 y 1976, la Copa Mundial de Fútbol de 1974 y el Torneo Olímpico de Fútbol de 1964 en Tokio.
A nivel de clubes, ganó 5 Ligas y cuatro Copas con el Estrella Roja entre 1963 y 1979. A título personal, en 1968 fue elegido tercer mejor jugador de Europa por la revista France Football, que otorgó el Balón de Oro a George Best.
En octubre de 2003, la Federación de Fútbol de Serbia y Montenegro nombró a Džajić mejor futbolista serbio de los últimos 50 años, por delante de Dragan Stojković y Dejan Savićević.Como dato curioso, los tres estuvieron implicados en el título de Copa de Europa de 1991 conseguido por Estrella Roja: el primero como entrenador y los otros dos como jugadores

### Como dirigente

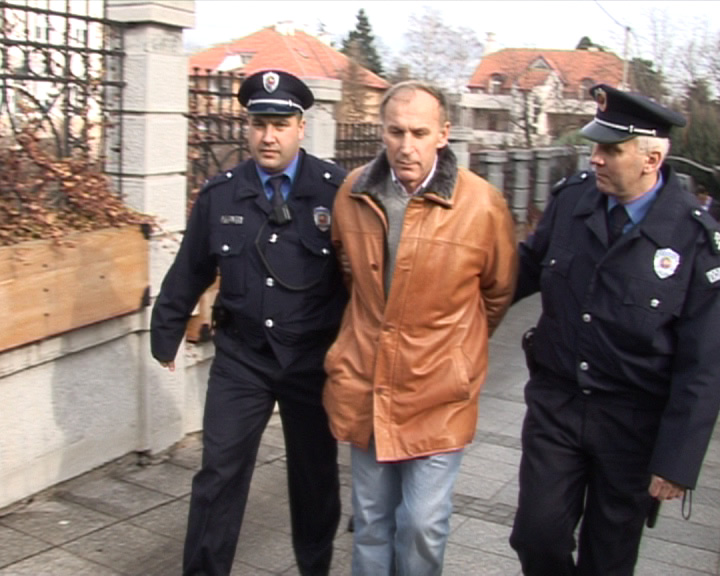
Džajić (en el centro), detenido en febrero de 2008 en Belgrado.

Džajić se retiró como jugador en 1978, a la edad de 32 años. En 1979 regresó a su club, ocupando el cargo de director técnico del Estrella Roja, consiguiendo la Copa de Europa de 1991 y luego, a partir de 1998, como presidente del club cargo al que renunció en 2004 por motivos de salud.
El 5 de febrero de 2008 fue acusado, junto con otros dos exdirectivos del club, de presunto fraude y abuso de poder, al verse involucrado en un asunto de apropiación personal indebida de fondos procedentes del fichaje del jugador Goran Drulić por el Real Zaragoza, por lo que ingresó en prisión. Fue liberado, a la espera de juicio, el 4 de julio de 2008.